# 2010년 아이돌 스타 육상 선수권 대회
《아이돌 스타 육상선수권대회》는 추석을 맞아 2010년 9월 25일부터 2010년 9월 26일까지 2일간 방송된 문화방송의 텔레비전 프로그램이다. 48개의 메달을 놓고 서울특별시 목동 주경기장에서 100m 달리기, 110m 허들, 창던지기, 이어 달리기 등의 종목으로 치열한 접전을 펼치는 육상 경기 대회 방식으로 프로그램이 진행되었다.

## 참가자
참가자는 다음과 같다.
- A팀 : 비스트, 포미닛, G.NA
- B팀 : 티아라, 씨야, 다비치, 홍진영, 슈퍼노바
- C팀 : 엠블랙
- D팀 : FT 아일랜드
- E팀 : 씨스타, 케이윌
- F팀 : 유키스
- G팀 : 시크릿
- H팀 : 인피니트
- I팀 : 레인보우
- J팀 : 쥬얼리, ZE:A, 나인뮤지스
- K팀 : 로티플 스카이
- L팀 : 2AM, 8eight
- M팀 : 손담비, 애프터스쿨
- N팀 : 2PM, 미쓰에이, JOO
- O팀 : 슈퍼주니어, 샤이니, 트랙스, F(x)
- P팀 : 간미연, 성대현, 바다, 김새롬, 김나영, 김신영, 길

## 우승자

### 남자
| 종목        | 금                | 금       | 은                             | 은       | 동              | 동      |
| ----------- | ----------------- | -------- | ------------------------------ | -------- | --------------- | ------- |
| 100m 달리기 | 조권 (2AM)        | 12초10   | 김동준 (ZE:A)                  | 12초70   | 택연 (2PM)      | 14초79  |
| 110m 허들   | 민호 (샤이니)     | 17초68   | 은혁 (슈퍼주니어)              | 17초89   | 찬성 (2PM)      | 18초07  |
| 창던지기    | 신동 (슈퍼주니어) | 32m 76cm | 이창민 (2AM)                   | 31m 75cm | 윤두준 (비스트) | 29m 5cm |
| 멀리뛰기    | 이현 (8eight)     | 5m 42cm  | 하민우 (ZE:A)                  | 4m 91cm  | 일라이 (유키스) | 4m 81cm |
| 400m 릴레이 | (8eight & 2AM)    | 52초79   | (슈퍼주니어 & 샤이니 & 트랙스) |          | 인피니트        |         |

### 여자
| 종목        | 금              | 금        | 은                | 은       | 동                    | 동       |
| ----------- | --------------- | --------- | ----------------- | -------- | --------------------- | -------- |
| 100m 달리기 | 윤보라 (씨스타) | 15초34    | 은지 (나인뮤지스) | 15초56   | 효린 (씨스타)         | 16초01   |
| 100m 허들   | 윤보라 (씨스타) | 21초50    | 루나 (f(x))       |          | 지아 (미쓰에이)       |          |
| 높이뛰기    | 루나 (f(x))     | 1m 33cm   | 윤보라 (씨스타)   | 1m 30cm  | 손담비                | 1m 25cm  |
| 창던지기    | 지아 (미쓰에이) | 19m 10cm  | 베카 (애프터스쿨) | 14m 78cm | 주희 (8eight )        | 11m 53cm |
| 400m 릴레이 | 씨스타          | 1분17초50 | 나인뮤지스        |          | (손담비 & 에프터스쿨) |          |

## 종합
| 순위 | 팀                                                     | 금 | 은 | 동 | 합계 |
| ---- | ------------------------------------------------------ | -- | -- | -- | ---- |
| 1    | O팀 (SM 엔터테인먼트) 슈퍼주니어, 샤이니, 트랙스, f(x) | 3  | 3  | 0  | 6    |
| 2    | E팀 (스타쉽 엔터테인먼트) 씨스타, 케이윌               | 3  | 1  | 1  | 5    |
| 2    | L팀 2AM, 8eight                                        | 3  | 1  | 1  | 5    |
| 3    | N팀 (JYP 엔터테인먼트)2PM, 미쓰에이, JOO               | 1  | 0  | 3  | 4    |

## 우승팀
- 1위 : O팀 (슈퍼주니어, 샤이니, 트랙스, f(x))[3]
- 2위 : E팀 (씨스타, 케이윌), L팀(2AM, 8eight) (공동 2위)[4]
- 3위 : N팀 (2PM, 미쓰에이, JOO)[3]

## 칭호
- 깝사인 볼트 : 2AM의 깝권 조권이 100미터 달리기에서 12초 46의 기록으로 대한민국에서 가장 빠른 아이돌의 지위를 차지했다. 이로써 조권은 깝권에 이어 깝사인 볼트라는 새로운 별칭을 얻게 됐다.[5]
- 체육돌 : 씨스타의 윤보라가 아이돌 육상대회에서 체육돌로 변신하여 화제가 되었다[2].

## 에피소드
- 8eight의 멤버 이현이 아이돌스타 육상선수권 대회에서 탈락한 후 항의하는 모습을 보여 눈길을 끌었다.[6]

## 시청률
| 회차 | 방송일          | TNmS 시청률    | TNmS 시청률  | AGB 시청률     | AGB 시청률   |
| 회차 | 방송일          | 대한민국(전국) | 서울(수도권) | 대한민국(전국) | 서울(수도권) |
| ---- | --------------- | -------------- | ------------ | -------------- | ------------ |
| 1부  | 2010년 9월 25일 | 16.6%          | 17.4%        | 15.3%          | 17%          |
| 2부  | 2010년 9월 26일 | 14.6%          | 15.3%        | 14.2%          | 16.1%        |

## 같이 보기
- 제2회 아이돌 스타 육상·수영 선수권 대회 - 2011년 설날 특집
- 제3회 아이돌 스타 육상 선수권 대회 - 2011년 추석 특집
- 제4회 아이돌 스타 육상·수영 선수권 대회 - 2012년 설날 특집
- 아이돌 스타 올림픽 : 2012년 2012년 하계 올림픽 특집